# 노승락
노승락(盧承洛, 1951년 5월 15일~)은 대한민국의 공무원 출신 정치인이다. 제42대 강원도 홍천군수를 역임했다.

## 생애
1971년 홍천군 화촌면 서기로 공직을 시작하여 홍천읍장, 화촌면장, 남면장, 산림축산과장, 주민생활지원과장, 기획감사실장 등을 거쳐 2011년 6월 30일 공직을 퇴임했다가 2014년 7월 민선6기 강원도 홍천군수로 당선되었다.

## 학력
- 항곡초등학교 졸업
- 팔렬중학교→ 서석중학교 (졸업)
- 홍천농업고등학교 졸업
- 한국방송통신대학교 행정학과 학사
- 한국방송통신대학교 대학원 행정학 석사
- 강원대학교 대학원 행정학 박사과정 수료

## 경력
- 강원도 홍천군 화촌면 서기
- 강원도 홍천군 화촌면장
- 강원도 홍천군 남면장
- 강원도 홍천군 홍천읍장
- 홍천군청 산림축산과장
- 홍천군청 주민생활지원과장
- 홍천군청 기획감사실 실장
- 상지대학교 겸임교수
- 새누리당
- 2014.7 ~ 2018.6 제42대 민선6기 강원도 홍천군수
- 상지대학교 겸임교수
- 자유한국당

## 역대 선거 결과
|  | 42.83% |

|  | 42.30% |